# DTテレビ
『DTテレビ』（ディーティーテレビ）は、インターネットテレビ局AbemaTVのAbemaSPECIALチャンネルにて、2017年10月14日（13日深夜）から2019年11月29日まで配信された青春バラエティ番組。

## 概要
チュートリアル・徳井義実がMCを務めるAbemaTVのトーク番組。さまざまな企画を通じて「素晴らしきDT（＝童貞）の世界」を伝える青春バラエティである。キャッチコピーは「ほとばしる、行き場のないエネルギー」。
現代の20代の4割。5人に2人は童貞という現実を見据え、現役DTと元DTに送る番組として企画立案された。企画の原案者は、サイバーエージェント代表の藤田晋。コンプレックスをポジティブなものに変えるという意味で、藤田は男性版「ブステレビ」と位置付けている。
収録はSOD本社1階のフロア“SOD学園”を使って行われ、番組全体も学校をイメージシチュエーションとしている。
2018年1月5日の「春の2時間スペシャル」から配信日時を枠移動し、配信開始日時を金曜23時 - 翌0時に繰り上げ、翌週12日からは通常の1時間番組となった。
2019年10月26日よりMC徳井の芸能活動自粛が決定。当番組にも波及し、撮り溜めていた分に関しては収録日を記載したうえで配信を継続。そして徳井不在で収録した第101回（11月29日配信）をもって最終回となる。番組テーマ曲の生みの親・峯田和伸（現：銀杏BOYZ）とのコラボが実現し、最後はシーズン2の可能性を示唆して終了した。

## 出演者

### MC
メイン
- 徳井義実 - MC[注 1]、#1 - 100
- 朝日奈央 - 進行&DTジャーナリスト[注 2][注 3]、#1 - 14、17 - 23、26 - 37、40 - 61、63 - 81、83 - 93、97 - 101[注 4]

朝日不在時の代打アシスタント
- 永尾まりや - 進行&DTヴィーナス、#15
- ぱいぱいでか美 - 進行&DTジャンヌダルク、#16
- 清水あいり - 進行&新DTジャーナリスト、#24、82[7]
- 葉加瀬マイ - 進行&DTジャーナリスト、#25[8]
- 彩川ひなの - 進行&DTジャーナリスト、#38[9]
- 小嶋菜月 - 進行&DTナイスバディ、#39[10]
- 山田菜々 - ナニワのDT姉さん、#62、94[11]
- 西野未姫 - DTオーバーリアクション、DTパパラッチ、DTなんでも屋、#78、81、96
- 大和田南那 - DTぷるるんボディ、#95[12]

### DTブラザーズ
純粋なDT（童貞）たち。DTの想い・悩み・苦しみを激白し、いつしか女性たちと結ばれる日を夢見ている。（※スタジオ向かって右手のひな壇に座る。ここでは芸能活動をしている者のみを記載。なお、童貞の卒業を促すため、30歳定年制としている）
- ひろ（マンマーレ）（お笑い芸人）
- 鈴木大介（ブラゴーリ）（お笑い芸人）[6]
- クロサワ（POYLYANNA[13]、眉村ちあきベイビーズ[14]）[注 5]（ギタリスト）
- 高桑翔汰（タイムボム、地球人ズ）（お笑い芸人）
- ヒロム（お団子まんじゅう）（お笑い芸人）
- かすや（しらすのこうげき!）（お笑い芸人）
- 東あとむ（サンジェルマン）（お笑い芸人）
- りょうちゃん（一本槍）（お笑い芸人）
- ケン（KEN）（タレント・俳優）
- 岸井拓哉（イノセントキラー）（お笑い芸人）
- キング（格闘家、本来のリングネームは「真王 DATE」[15]）
- 平岡大樹（お笑い芸人）
- 狩野大（まんぷくユナイテッド）（お笑い芸人）
- 小原慎也（マジカル☆ギャラクシー）  (お笑い芸人)
- 芳賀郁也（芳賀郁哉、WILD WISE MAN）（アイドル）
- シュン（後藤俊介）（マジシャン）
- 神川巧海（神天）（お笑い芸人）
- おうえん（Mr.インベーダー）（お笑い芸人）
- もろおか（グラングラン）（お笑い芸人）

DTを卒業
- 空閑雄太（バイオニ）（お笑い芸人）#96では先輩として出演
- ぼうず（元バカ丸海賊団）（お笑い芸人）[16]
- ねもよし（ユメマナコ）（お笑い芸人）

降板など
- 松元将征（バイオニ）（お笑い芸人）
- 鈴原拓久斗（俳優）

ほか

### Pacoちゃん
セクシー衣装に身を包み、スタジオで自由にくつろぐ女性。時には微笑み、時には冷ややかにDT達を見つめている。（※常時2名出演。吉野七宝実が♯11まで固定レギュラー）
- 吉野七宝実 - #1 - 11、15、17 - 19、21、25、28、30
- 青山ひかる - #1、2、7、18、27
- 清水あいり[18] - #3、4、5、15、21、23、26、34、36、37、40、42[19]、45、46、50、53、56、59、62、64、72、74[20]、78、85、87、91、92、100[注 4]
- あさいあみ - #6、10、61、66、69[21]、75、86、90[22]、94 、98
- 篠崎こころ（金パコちゃん）[23] - #8、12、18[24]、25、28、42[19]、44[25]、48、54、56、57、69[21]、73、78、82[7]、83、87、91、95、99[注 4]
- 藤田恵名 - #9
- ぱいぱいでか美 - #11、17、18、20、22 - 24、29、30、33、37、39、41、43、44[25]、47、50、56、60、63、66、67、75、78、84、89、91[注 4]、92、93、97、100、101
- 凰かなめ（銀パコちゃん）[26] - #12
- 火将ロシエル - #14、20、24、31、35、43、48、54、56、70[27]、79、90[22]、91[注 4]
- RaMu - #14、16
- 山吹りょう - #16、22、27
- メイリ - #26、33、35、38[9]、40、47、51、56[注 6]、57、61、68、73、82[7]、94
- 橘まりや - #29、31、34、38[9]、41、46、52、56[注 6]、58、68、72、80[28]、82[7]、93、98
- うさまりあ - #36
- 椿原愛 - #39、49、53、55、58、62、65、70[27]、76、81、95
- 麻亜子 - #45、49、51、56、63、71[29]、77、86、89、91、96、99[注 4]
- こむぎ - #52、56[注 6]
- 紺野栞 - #55
- 和地つかさ - #59、65
- 石原由希 - #60、64、67、71[29]、77、81、84、88、91、96、97[注 7]
- ぽぽちゃん - #74[20]
- 中野佑美 - #76、80[28]、85、91[注 7]
- 高橋凛 - #83、88、91[注 7]

### SJシスターズ
DTジャーナリスト朝日を筆頭に、Pacoちゃんに籍を置くメンバーで構成された、SJ（処女）を自称する女性集団。 #56、91のみ登場。

### DTスナイパー
DTを卒業させてきたプロフェッショナル。初期は毎週1名がスナイパーとして参戦した（登場しない回もある）。
- 菊川みつ葉 - #1
- 戸田真琴 - #2
- AD松波ちゃん[注 8][6] - #7
- 生田みく - #4、5
- ふわり結愛[23] - #8
- 加藤ももか - #9、#66[30]
- なごみ - #14
- 白瀬ななみ - #17
- 成瀬心美 - #24
- みゆき菜々子 - #28、43
- 涼南佳奈 - #30
- 市川まさみ&小倉由菜 - #37
- 桐嶋りの - #38
- YULINA（伝説のヤーマン） - #41、94
- 児玉るみ（熟女スナイパー） - #47
- 澁谷果歩（セクシー神龍） - #47
- AIKA - #50、69[21]
- 篠田ゆう - #51
- 中尾芽衣子 - #53、59、60
- 葉月七瀬 - #55
- 小泉ひなた - #57、72
- 琥珀うた - #58
- 望月りさ - #60
- 持田栞里 - #63[31]
- 月ヶ瀬ゆま（DT女神） - #70[27]
- 七海ティナ - #72
- 佐倉絆 - #74[20]
- King Rabbits（芹野莉奈、橘咲良） - #75
- 宮村ななこ（DT試験官） - #75、88
- 雪奈真冬 - #78
- 橘メアリー - #79[32]
- 小倉由菜 - #81
- 桜庭ひかり - #86[33]
- 初美りん - #88
- 橋本れいか - #93
- 星宮一花 - #99
- 六本木Red Dragon（星美りか、雪乃凛央、水島那奈、初美りん） - #100[34]
- 新橋Shunga（加山なつこ、折原ゆかり、吉岡奈々子） - #100[34]

### DTティーチャー
DTにとっての特別講師。初期はスナイパー不在の時に出演する男性ゲストという位置づけだった。
- 井上裕介 - #11
- 大石真翔 - #15
- 三上悠亜 - #16、40[35]
- 田島直弥 - #20（スーパーティーチャー）
- 佐藤聖羅 - #22
- 今野杏南 - #27
- あびる優 - #31
- みゆき菜々子 - #35
- 沙羅 - #36
- 餅田コシヒカリ - #36
- CYBERJAPAN DANCERS - #37、94
- 岩尾望 - #50
- 吉村卓 - #64、#99（DTレジェンド）[36]
- 実方孝生 - #67
- 池上亮（サイテー男） - #77、89[37]
- 山ノ内ジャン（サイテー男） - #77[37]
- 森林原人 - #84[38]
- 渋江譲二（AVソムリエ） - #97
- 銀杏BOYZ - #101[4]
- オナニーマシーン - #101[4]
- サンボマスター - #101[4]
- 氣志團 - #101[4]
- ガガガSP - #101[4]

### ブス
スナイパーや女性ティーチャーではDTが緊張してしまったことから、緊張しない女性をブスとカテゴライズし、デートや会話術の相手役を務める。
- 牧野ステテコ - #21
- ハニートラップ・八木 - #21

### ナレーション
- 橋本祐樹

## おもなコーナー
ロケまたは再現VTR中心の企画1つと、スタジオでの企画1つか2つで構成される。内容は毎回異なる。
捨てそこなった僕のDT、セキララ！DT あるある、妄想ヤリジェンヌ、恋のABCDTなど。
2018年以降はDTがAVによくある設定（時間が止まる時計、透明人間など）で課題に挑戦する企画も開始。

### 再現VTRおもな出演者
- マナミ - 石川愛美
- モモエ - 藤咲百恵
- トモカ - 高橋朋伽
- 学生 - 藤波さとり
- 学生 - 君島みお
- 学生 - 星あんず
- 看護師 - 山井すず
- 看護師 - 堀麻美子
- 女医 - 玉木くるみ
- 女友達、先輩 - 富田優衣
- 女友達 - 岬澪
- 童貞チャップリンの相手役 - 琥珀うた[40]
- カラオケデュエットの相手役 - 笹倉杏[28]
- 女子プロレスラー - 有田ひめか、高橋奈七永[28]

## 主題歌
- 「童貞ソー・ヤング」作詞：ミネタカズノブ　作曲：ミネタカズノブ　歌：GOING STEADY[41]

## その他

### 学園のマドンナ
- オープニングや番組内の差込映像に登場する学園のマドンナ役は、モデル・コスプレイヤーの micco が務めている[42]。

### 番組CM
- 赤神幸依、泉谷青空、椿原愛が女子高生役で出演していた。

### 逆取材
- 少子高齢化問題を取り上げた番組ということで、2018年2月に英BBCラジオ「The Documentary」から取材を受けている[43][44]。

### イベント
- ソフト・オン・デマンドとDTテレビの合同企画として2019年3月14日、渋谷でホワイトデーイルミネーション点灯イベントを開催[45]。

### 福山雅治
- 複数にわたり福山雅治とのコラボレーション企画が行われている。DTブラザーズの一人、ヒロムが生まれ変わったらなりたい有名人に挙げたことから、2017年に福山主催の「男性限定ライブ」にDTブラザーズを招待。2019年にはラジオ「地底人ラジオ」とのコラボ企画を行った[46]。

### 性リーグベストナイン、ベストイレブン
2019年2月にDTティーチャー・吉村卓が「性リーグベストナイン」として最強のセクシーチームを発表。以降の番組ではDTスナイパーの参考資料としても使用され、♯74では佐倉絆が登場した。西武ライオンズ黄金時代をイメージして選抜されている。
| 打順 | 守備位置 | 名前         | 補足                               |
| ---- | -------- | ------------ | ---------------------------------- |
| 1番  | 二塁手   | つぼみ       | 出塁率が高く仕事ができる           |
| 2番  | 右翼手   | 佐倉絆       | 技巧派                             |
| 3番  | 中堅手   | 星川一花     |                                    |
| 4番  | 一塁手   | 松本菜奈実   |                                    |
| 5番  | 指名打者 | AIKA         |                                    |
| 6番  | 三塁     | 三上悠亜     |                                    |
| 7番  | 左翼     | 河合あすな   | 顔、スタイル、性格のトリプルスリー |
| 8番  | 捕手     | 岬ななみ     |                                    |
| 9番  | 遊撃手   | 鈴村あいり   | 9番だけど影の4番                   |
| 代打 | ‐        | 明日花キララ |                                    |

同年7月にDTティーチャー・森林原人がサッカーに例えたベストイレブンを発表。
| 守備位置 |            | 名前         | 補足                     |
| -------- | ---------- | ------------ | ------------------------ |
| FW       |            | 坂道みる     | ワントップストライカー   |
| FW       | 左シャドー | 黒宮えいみ   | 天性の3段階しまり        |
| FW       | 右シャドー | 神納花       | 業界一のハードプレイヤー |
| MF       |            | 蓮実クレア   | 安心して預けられる       |
| MF       |            | 希崎ジェシカ | あせかき先駆者           |
| MF       | 左ボランチ | みながわ千遥 | 自由自在の胸             |
| MF       | 右ボランチ | 波多野結衣   | いたずら心               |
| DF       |            | 友田彩也香   | ベテランならではの技     |
| DF       |            | 佐倉絆       | まなでたい土手           |
| DF       |            | 三島奈津子   | 震える巨乳               |
| GK       |            | 加山なつこ   | 受け止めてくれる最後の要 |

## スタッフ
- ナレーション：橋本祐樹
- 構成：渡邉賢史、深田憲作、藤原ちぼり、柴田健太郎、永井孝裕
- 編集、MA：ヌーベルアージュ
- 音響効果：岩下康洋
- 技術協力：ニューテレス、だだだ、港屋、オーシャンクロス
- 美術協力：フジアール
- アシスタントディレクター：下川翔平、注連内励仁、川本凌、伊芸江里奈
- キャスティング：横須賀淳
- ディレクター：師岡靖成、廣田彰大、大橋達郎、大須賀良
- プロデューサー：濱崎賢一[43]（AbemaTV）、伊藤彰汰（2019年[48]
- プロデューサー／ディレクター：中野貴博（EAST FACTORY）
- 制作協力：イースト・ファクトリー[49]、師岡組